# Gillian Adamson
Gillian (Gil) Adamson (* 1. Januar 1961 in North York, Ontario) ist eine kanadische Schriftstellerin und Dichterin.

## Leben
Gil Adamson wuchs im Großraum Toronto auf. An der Universität Toronto studierte sie Anthropologie und Philosophie. 1985 begann sie ihre berufliche Karriere bei Coach House Press als Redaktionsassistentin und Publizistin. 1987 wechselte Adamson zu CBC Radio Guide, um als Verlagsassistentin zu arbeiten. Weiterhin war sie auch als Publizistin für die Toronto Small Press Book Fair und für die Zeitschrift What! tätig. 1991 erfolgte ihre erste eigene Veröffentlichung, die Gedichtsammlung Primitive. Die zweite Gedichtsammlung erschien 2003 unter dem Titel Ashland. Neben Kurzgeschichten veröffentlichte sie 2007 den erfolgreichen Roman Outlander.
Mit ihrem Ehemann, dem freiberuflichen Redakteur, Dichter und Koch Kevin Connolly, lebt sie in Toronto, Kanada.

## Werke
Novellen, Romane
- 1989: Thud
- 1990: The lakemba
- 1990: Iris
- 1990: The nanny
- 1990: In his hands
- 1992: Swimmers
- 2007: Outlander (dt. In weiter Ferne die Hunde. Bertelsmann, München 2009, ISBN 978-3-570-10001-1)
- 2020: Ridgerunner

Kurzgeschichten
- 1988: We need a modern Galileo (Inhalt: The Pope in Saigon, Not quite Japanese, Flames in Eden, We need a modern Galileo, How the West finds you)
- 1993: Salle d'attente
- 1995: Help Me, Jacques Cousteau (dt. Hilf mir, Jacques Cousteau. Bertelsmann, München 2012, ISBN 978-3-570-10072-1)[4]
- 2008: 5 poets. Gemeinsam mit Roo Borson (Folklore); Don Domanski (Apocrypha); Russell Edson (Myopia); C. D. Wright (Re: happiness, in pursuit thereof) und Gil Adamson (The good weather is getting on my nerves)

Lyrik
- 1991: Primitive
- 2003: Ashland

Sonstige
- 1997: Mulder it's Me (Biografie, dt. Gillian Anderson: Superstar aus Akte X. vgs, Köln 1997, ISBN 978-3-8025-2501-8)

## Auszeichnungen
- 2007: Hammett Prize für The Outlander
- 2008:  „Books in Canada First Novel Award“ für The Outlander

## Nachweise, Anmerkungen
1. ↑  Rodger J. Moran: Gillian (Gil) Adamson. In: The Canadian Encyclopedia. (englisch, französisch).
2. ↑  siehe Gil Adamsons Writers' Comfort Zones in Powell’s Books Blog vom 17. Mai 2010 (englisch, abgerufen am 23. Februar 2020).
3. ↑  siehe Gil Adamson im Chat mit Robert Birnbaum (englisch, abgerufen am 23. Februar 2020).
4. ↑  Rezension von Jaleh Ojan in Kultura-Extra vom 18. Februar 2013 (kultura-extra.de).

| Personendaten    | Personendaten               |
| ---------------- | --------------------------- |
| NAME             | Adamson, Gillian            |
| ALTERNATIVNAMEN  | Adamson, Gil                |
| KURZBESCHREIBUNG | kanadische Schriftstellerin |
| GEBURTSDATUM     | 1. Januar 1961              |
| GEBURTSORT       | North York, Ontario         |